# Corynoptera parvulaformis
Corynoptera parvulaformis är en tvåvingeart som beskrevs av Werner Mohrig 1985. Corynoptera parvulaformis ingår i släktet Corynoptera och familjen sorgmyggor.
Artens utbredningsområde är Österrike. Arten är reproducerande i Sverige. Inga underarter finns listade i Catalogue of Life.